# LFM
LFM(Leniar Filtering Method)とは、データの成分分解法を採用したデータ構造である 
FAST構造を処理するアルゴリズム群（特許取得済み）の総称。
従来のレコード単位処理に対し、全く新たな概念「ファイル単位一括オンメモリー処理」を実現し、
64ビット、メモリー大容量化、マルチコア、超並列時代に適合したデータ超高速並列処理技術である。

## 特徴
- PC（マルチコア）からサーバ（SMP、マルチコア）CELL・パラレルコンピュータに適用可能
- 数百行小規模データから大規模約21億行（32ビット行カウンタ）まで、普遍的、統一的に処理
- 世界で初めて、プログラミングインデペンデントでデータ処理の並列化を実現
- 大規模テーブル（表）データを、ビジュアル、インタラクティブに高速に処理
- ソート、ジョイン、検索、抽出、集計、計算、等々各種データ加工処理を関数化して一括処理
- 中間ファイル用Disc不要；高コストのDiscドライブを大幅に削減（1/20～1/100）
- バッチ処理時間の大幅短縮によりCPU数、システム運用コストの大幅削減実現

## 性能値
6種のFASTがあると公表されている。
| 種別           | モデル | プリセッサコア数(SPU数) | テーブル最大行数 | 性能指標    |
| -------------- | ------ | ----------------------- | ---------------- | ----------- |
| SMP&マルチコア | 1/3MS  | 2,8,64                  | 21億             | 2-40        |
| Parallel       | 3/5    | 64、2の20乗             | 21億             | 1200-400000 |
| CELL           | 3/5MS  | 64、72                  | 21億             | 100-300     |

- 1億行のテーブル(値は1億通り)をソートするのに40秒掛かる時に‘1’となる
- FASTモデル(ツリー系)の 2/4MS,4/6,4/6MSに関しては、性能値未発表